# Daoyin
Il daoyin (導引T, 导引S, dǎoyǐnP, tao3-yin3W) è un metodo ginnico cinese per la cura della salute basato sull’integrazione di esercizio respiratorio, mentale, fisico e automassaggio.

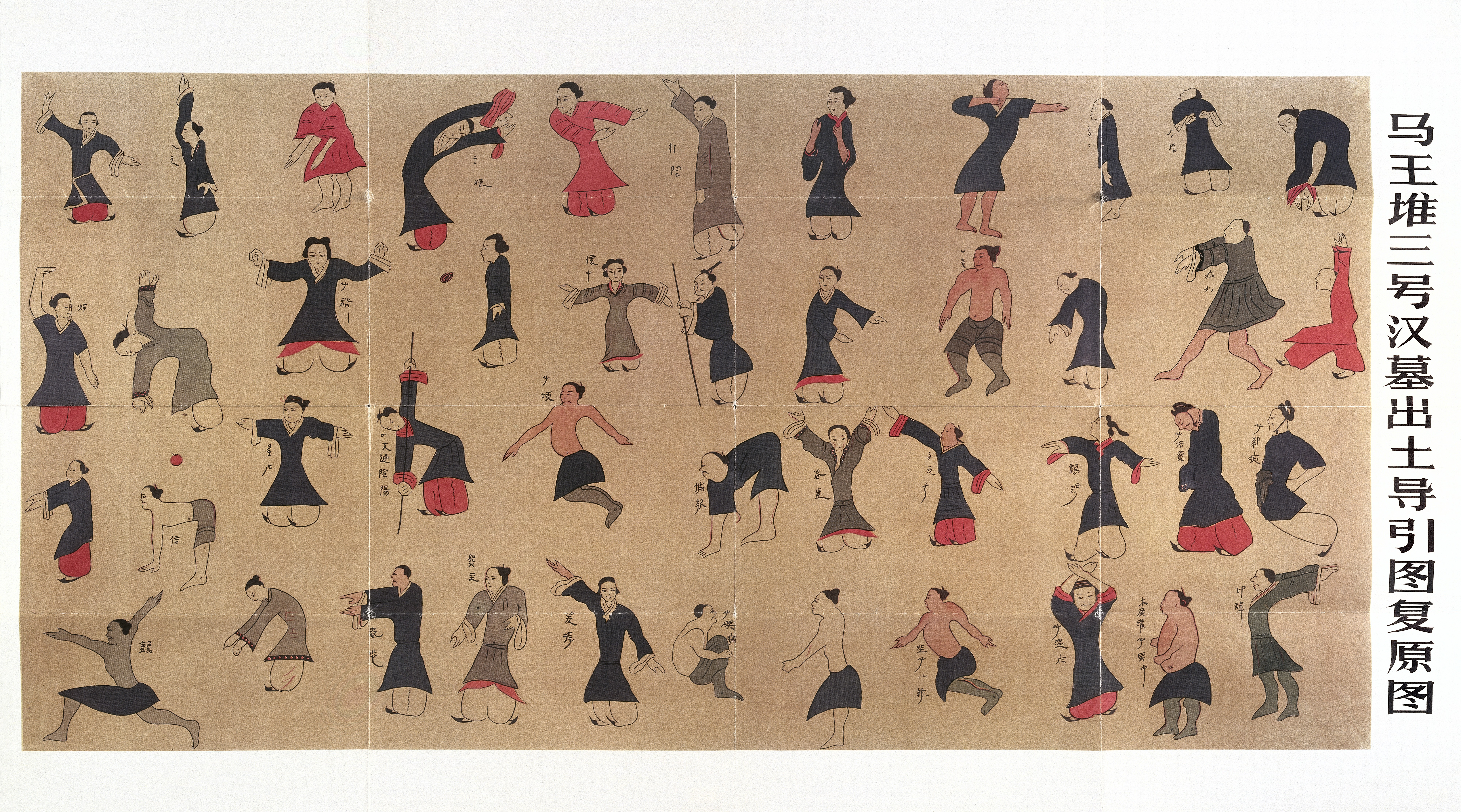
Ricostruzione del daoyintu rinvenuto nella tomba n. 3 a Mawangdui

## Etimologia
Il termine daoyin è composto dalle parole dǎo 導 – “guidare, condurre” – e yǐn 引 – “tirare, tendere”. Secondo Li Yi 李頤, commentatore del Zhuangzi d’epoca Jin (265-420), il termine è da intendere come “guidare l’energia vitale per armonizzarla” e “tirare il corpo per ammorbidirlo”.

## Storia

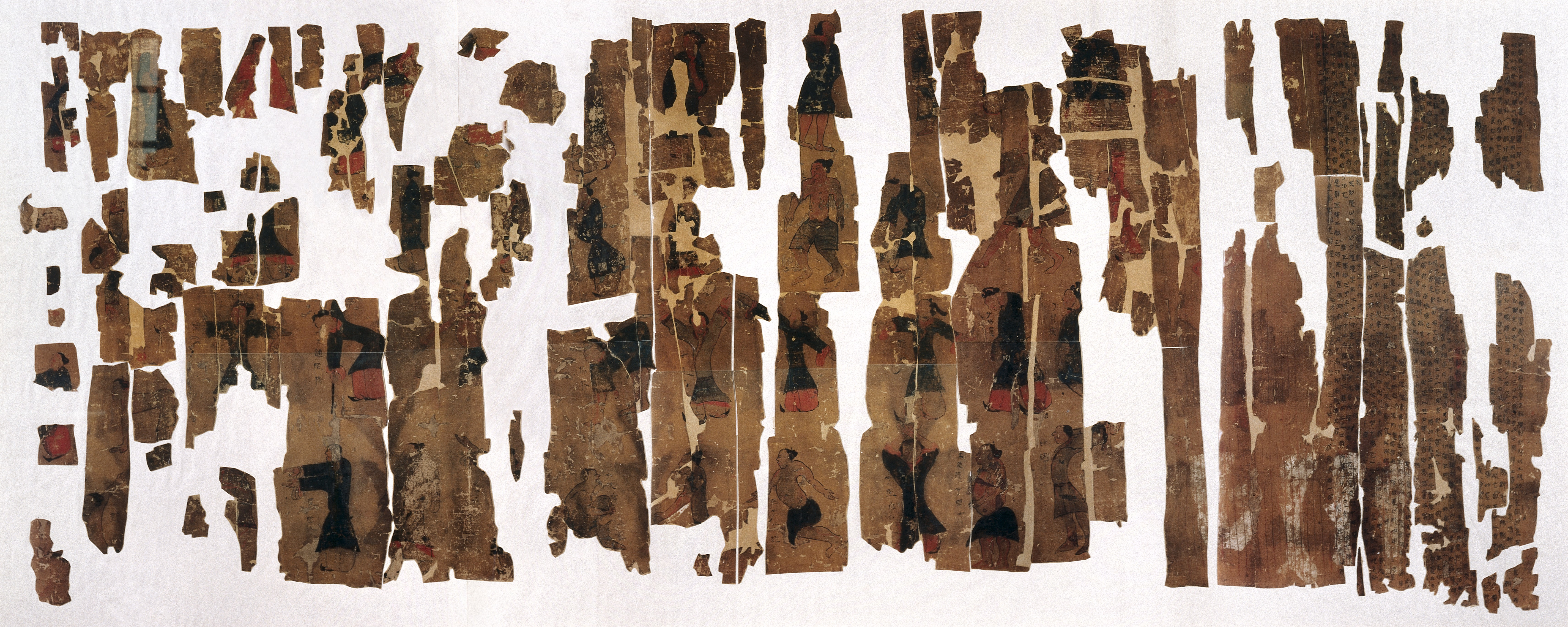
Frammento dall’originale Daoyintu oggi esposto al Museo Provinciale dello Hunan a Changsha, Hunan, Repubblica Popolare di Cina

La prima testimonianza letteraria sul Daoyin è contenuta in Zhuangzi 莊子, testo taoista del IV-II sec. a.C., mentre due importanti ritrovamenti archeologici ne confermano la diffusione nel II sec. a.C.:
- yinshu 引书 (“libro di ginnastica”), manoscritto scoperto in una tomba del 186 a.C. a Zhangjiashan 张家山, Jiangling 江陵, provincia di Hubei 湖北
- daoyintu 导引图 (“dipinto del Daoyin”), illustrazione su seta rinvenuta in una tomba datata 168 a.C. a Mawangdui 马王堆, provincia di Hunan 湖南.

Nel Huangdi_Neijing – Questioni Essenziali, il più antico compendio della tradizione medica cinese (IV sec. a.C. – II sec. d.C.), il Daoyin è annoverato tra i cinque principali metodi terapeutici. 
 Dal II secolo famosi medici e maestri taoisti sono associati alla disciplina: Hua Tuo 華佗 (c. 140-208), Tao Hongjing 陶弘景 (452-536), Chao Yuanfang 巢元方 (epoca Sui 隋 581-618), Sun Simiao 孫思邈 (m. 682).
In epoca Song 宋 (960-1279) il Daoyin compare in alcuni capitoli dedicati all’arte del “Nutrimento Vitale” (yangsheng 养生) nell’antologia Yunji Qiqian 雲笈七籤del 1029, opera di Zhang Junfang 張君房, appendice al Canone Taoista 道藏) d’epoca Song.
In epoca Ming 明 (1368-1644) esercizi come le otto pezze di broccato (baduajin 八段錦) e il classico per trasformare i tendini (yijinjing 易筋經) vengono corredati da illustrazioni e attraverso successive ristampe giungono sino ai giorni nostri.
In Occidente le prime notizie sul Daoyin giungono grazie al gesuita francese Pierre-Martial Cibot  (Limoges 1727-Pechino 1780; nome cinese: 韩国英 Hán Guóyīng), che nel suo Notice du Cong-fou des Bonzes Tao-sée pubblicato a Parigi nel 1776, descrive le tecniche salutistiche dei bonzi taoisti e le propone all’attenzione dei medici e degli scienziati occidentali affinché ne valutino le eventuali qualità terapeutiche.

## Caratteristiche generali
Esistono oggi diversi maestri e scuole di Daoyin, ognuna con caratteristiche proprie, accomunate in genere dall’idea che un efficace esercizio per la salute debba necessariamente prevedere il controllo di mente, respiro e corpo (tiaoxin 调心, tiaoxi 调息, tiaoshen 调身). Tale principio compare in relazione a tecniche meditative (止觀 zhiguan) nel testo Tóngméng Zhǐguān (童蒙止觀) del monaco buddista Zhiyi 智顗 (538-597) fondatore della scuola Tiantai (天台宗) .
 Il Daoyin prevede: 
- esercizi statici (jinggong 静功), che consistono nel mantenere una posizione immobile del corpo guidando mente e respiro secondo metodi particolari;
- esercizi dinamici (donggong 动功), che consistono nell’esecuzione di gesti atti a favorire e migliorare lo scorrimento dell’energia vitale (qi 气) e del sangue nel corpo, mantenere attivi muscoli, tendini e ossa;
- esercizi di concentrazione tramite la focalizzazione su punti specifici del corpo o la visualizzazione di particolari percorsi interni o esterni al corpo: esercizi di respirazione (tuna 吐纳),  tecniche di automassaggio (zimo 自磨), esercizi di allungamento (yinti 引体), ecc.

## Daoyin e Qigong

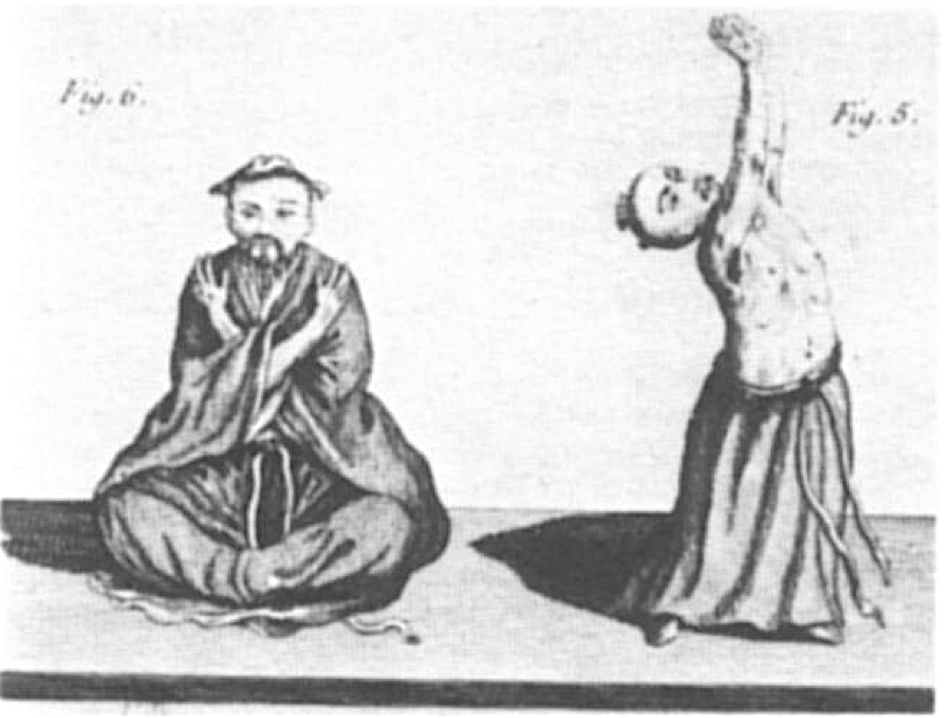
Prime illustrazioni riguardanti il Daoyin in un'opera occidentale, il "Notice du Cong-fou des Bonzes Tao-sée” di Pierre-Martial Cibot, Parigi 1776.

Il Daoyin è conosciuto, soprattutto al di fuori della Cina, anche con il nome di qigong 氣功 ma secondo alcuni storici cinesi come Wu Zhichao 吴志超, ricercatore presso l’Università per lo Sport di Pechino, i due termini, anche se usati come sinonimi, indicherebbero due discipline dalle caratteristiche tecniche a volte differenti, più dinamica la prima e più statica la seconda:
Secondo l’opinione di Shen Tao 沈涛 e Zhang Guangde 张广德, iniziatore del sistema daoyin yangshenggong, bisognerebbe chiamare daoyin le tecniche per la salute che prevedono movimento del corpo, mentre qigong dovrebbe indicare le tecniche che principalmente allenano “essenza, energia e mente” (jing 精, qi 气, shen 神).
Entrambe le pratiche si ritrovano nei programmi di allenamento di molte scuole d’arti marziali cinesi (wushu 武术). In alcune scuole, denominate “interne” (neijiaquan 内家拳), sono parte integrante ed inscindibile della tecnica marziale. 

## Il Daoyin oggi
Oggi esistono diverse scuole di Daoyin ognuna con nomi e caratteristiche proprie. Tra gli esercizi più conosciuti il sistema daoyin yangshenggong del professor Zhang Guangde e le diverse versioni moderne del baduanjin, yijinjing e wuqinxi.
 
Una versione giapponese del Daoyin, detta Do-in 導引,è spesso collegata alle scuole Zen shiatsu secondo l’interpretazione di Shizuto_Masunaga 増永 静人 (1925–1981).